# Fusió (canvi d'estat)

Seqüència d'imatges accelerada per a visualitzar el procés de fusió de glaçons dins d'un got

La fusió és un procés físic que consisteix en el canvi d'estat de la matèria de l'estat sòlid a l'estat líquid. És el procés invers a la solidificació. La temperatura que permet fondre un sòlid s'anomena temperatura de fusió o punt de fusió. Per tal d'aconseguir arribar a la temperatura que marca el punt de fusió és necessari aportar una certa quantitat de calor, directament proporcional a la massa i a la calor latent del sòlid a fondre, o augmentar la pressió del sistema.
La fusió és una tècnica utilitzada per a l'obtenció de metalls. Els sòlids cristal·lins es fonen bruscament a una temperatura determinada, constant durant el canvi de fase si la pressió és constant. D'altra banda, els sòlids no cristal·lins o sòlids amorfs, com ara la cera, el vidre i la major part dels aliatges, es van estovant gradualment durant la fusió a mesura que va augmentant la temperatura. També les mescles tenen intervals de temperatures de fusió.
La fusibilitat és la facilitat amb què un material pot desfer-se o fondre's. Materials com la soldadura requereixen un baix punt de fusió de manera que quan la calor s'hi aplica, es desfaci abans que els altres materials sent soldats (sent això una alta fusibilitat). Per altra banda, existeixen altres materials que són utilitzats en instruments (com alguns forns especials) que se'ls hi aprofita la seva baixa fusibilitat. Els materials que només es desfan a temperatures molt altes se'ls anomena materials refractaris.

## Transició de fase de primer ordre

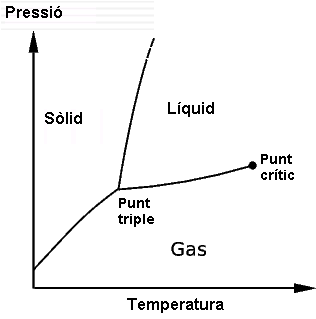
Diagrama de fases. Cada corba ve definida per una equació de Clapeyron del tipus

Des del punt de vista de la termodinàmica, en el punt de fusió el canvi en l'energia lliure de Gibbs de les substàncies és zero (∆G = 0), però hi ha canvis diferents de zero en l'entalpia (∆H ≠ 0) i l'entropia (∆S ≠ 0), coneguts respectivament com a entalpia o calor de fusió (o calor latent de fusió) i l'entropia de fusió. Per tant, la fusió es classifica com una transició de fase de primer ordre. La fusió es produeix quan l'energia lliure de Gibbs del líquid és menor que la del sòlid d'aquest material. La temperatura a la qual es produeix això depèn de la pressió ambiental. La variació de la temperatura de fusió amb la pressió a la qual es produeix el canvi de fase ve donada per l'equació de Clapeyron, formulada per l'enginyer francès Benoît Paul Émile Clapeyron (1799 - 1864):
{\displaystyle {\operatorname {d} \!T \over \operatorname {d} \!p}={\frac {\Delta _{\mathrm {fus} }\!V_{\mathrm {m} }\cdot T}{\Delta _{\mathrm {fus} }\!H_{\mathrm {m} }}}}on:
- {\displaystyle T} i {\displaystyle p} són la temperatura absoluta del procés i la pressió, respectivament.
- {\displaystyle \Delta _{\mathrm {fus} }\!V_{\mathrm {m} }} és la variació del volum molar ({\displaystyle V/n}, volum dividit pel nombre de mols) en el procés de fusió, això és {\displaystyle V_{\mathrm {m} }^{\mathrm {l} }-V_{\mathrm {m} }^{\mathrm {s} }}, la diferència entre els volums molars del líquid i del sòlid a la temperatura de fusió. Generalment és un valor positiu perquè el volum del l´´iquid sol ser superior al del sòlid. L'aigua és una excepció a 0 ºC.
- {\displaystyle \Delta _{\mathrm {fus} }\!H_{\mathrm {m} }} és l'entalpia molar de fusió, que es pot considerar constant si la variació de temperatura és petita. Per a variacions importants de la temperatura s'ha de tenir en compte que depèn de la temperatura.[6]

Hom pot integrar l'equació de Clapeyron. Suposant constant la variació de volum molar i l'entalpia molar de fusió podem integrar entre dues temperatures {\displaystyle T_{1}} i {\displaystyle T_{2}} i les corresponents pressions {\displaystyle p_{1}} i {\displaystyle p_{2}}. Així hom pot calcular la temperatura de fusió en funció de la pressió:
{\displaystyle \int \limits _{T_{1}}^{T_{2}}{\frac {\operatorname {d} \!T}{T}}=\int \limits _{p_{1}}^{p_{2}}{\frac {\Delta _{\mathrm {fus} }\!V_{\mathrm {m} }}{\Delta _{\mathrm {fus} }\!H_{\mathrm {m} }}}\operatorname {d} \!p}Després d'integrar resulta:{\displaystyle \ln {\frac {T_{2}}{T_{1}}}={\frac {\Delta _{\mathrm {fus} }\!V_{\mathrm {m} }}{\Delta _{\mathrm {fus} }\!H_{\mathrm {m} }}}(p_{2}-p_{1})}I si hom aïlla {\displaystyle T_{2}}:{\displaystyle T_{2}=T_{1}\cdot e^{\frac {\Delta _{\mathrm {fus} }\!V_{\mathrm {m} }\cdot (p_{2}-p_{1})}{\Delta _{\mathrm {fus} }\!H_{\mathrm {m} }}}}
L'heli a baixa temperatura és l'única excepció coneguda a la regla general. L'heli 3 té una entalpia de fusió negativa a temperatures inferiors a 0,3 K. L'heli 4 també té una entalpia de fusió negativa per sota de 0,8 K. Això vol dir que, a pressions constants adequades, cal eliminar calor d'aquestes substàncies per tal de fondre-les.
Hom sol representar les diferents fases d’un sistema d’un sol component en un diagrama, anomenat diagrama de fases o diagrama d’equilibri, on les corbes indiquen les condicions (p, T) en què hi ha equilibri entre dues fases. Aquestes corbes corresponen als estats dels sistemes monovariants (dues fases en equilibri) i separen les zones dels sistemes bivariants (estabilitat d’una sola fase).

## Fusió de mescles

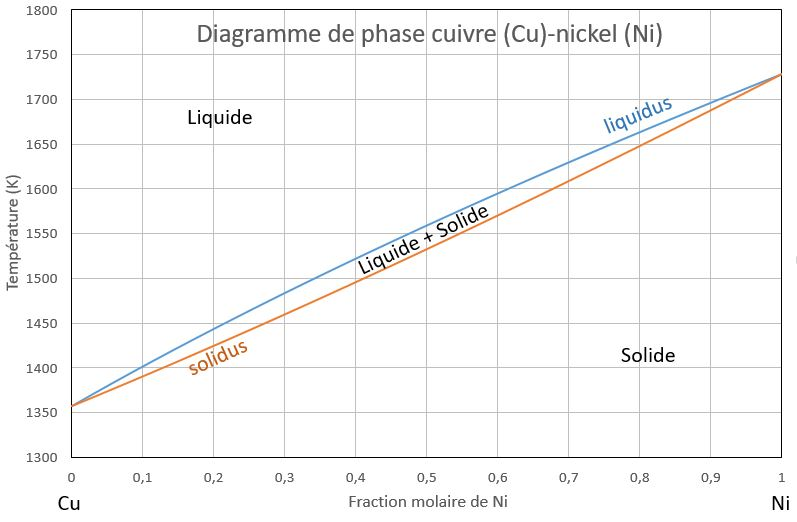
Diagrama de temperatures de fusió i solidificació de mescles de coure i níquel.

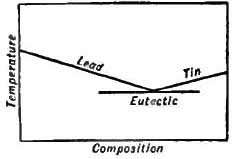
Diagrama de temperatures respecte de composició del plom i l'estany.

Els sistemes sòlid-líquid poden ser classificats en:
- Sistemes no eutèctics, que formen una sèrie contínua de dissolucions sòlides, en els quals el punt de fusió del sistema varia entre els dels dos components del sistema o, en alguns casos, presenta un màxim o un mínim.[9] És el cas d'una mescla de coure i níquel. El primer té un punt de fusió de 1 085 ºC i el segon de 1 455 ºC. Qualsevol mescla d'aquests metalls fon a  temperatures entre ambdós punts de fusió. Primer comença a fondre el coure, perquè el seu punt de fusió és el més baix, la qual cosa fa que la mescla s'enriqueixi en níquel i la temperatura de fusió passi a ser un poc superior, i segueix fonent el coure. El punts de fusió es troben a la corba superior, anomenada líquidus. La inferior, dita solidus, és la dels punts de solidificació. La temperatura va augmentant fins que no queda coure i comença a fondre el níquel a la seva temperatura de fusió. Per tant, la fusió no es produeix a una temperatura constant com passa amb les substàncies pures.[10][6]
- Sistemes eutèctics, que presenten el fenomen d’eutèxia, fenomen que apareix en els canvis de fase d’alguns sistemes binaris en el qual, per a una o més proporcions determinades dels components, el sistema es comporta com una substància pura en la solidificació. Així el plom té una temperatura de fusió de 327 °C i l'estany de 232 °C. Una mescla de 38 % de plom i 62 % d'estany té el punt de fusió a 183 °C, inferior a la dels elements purs i anomenat punt eutèctic i la mescla és la mescla eutèctica.[11][9] A diferència del que succeeix en el cas d'un component pur, en una mescla eutèctica el punt eutèctic depèn de la pressió. Per tant, si es varia la pressió externa, la mescla deixa de ser eutèctica i fon variant la temperatura de solidificació o la temperatura de fusió com qualsevol mescla binària. Aquest fenomen té moltes aplicacions. Per exemple, per a fondre el gel de les carreteres s'hi tira sal, ja que l'aigua i la sal comuna formen una mescla eutèctica a −21,1 ºC i a pressió atmosfèrica, i la composició de la mescla eutèctica és d'un 23 % en pes de sal. Aquest fenomen també és la base dels anticongelants que es posen a l'aigua dels cotxes, ja que en funció del solut que s'hi posi i de la seva composició, la temperatura de congelació de l'aigua disminuirà. Aquest fenomen és el mateix que es produeix en el descens crioscòpic.[9]

Heli a 2,2 K.

## Criteris teòrics
Entre els criteris teòrics de fusió, els criteris del físic anglès Frederick A. Lindemann (1886-1957) i de l'alemany Max Born (1882-1970) són els més utilitzats com a base per analitzar les condicions de fusió.

### Criteri de Lindemann

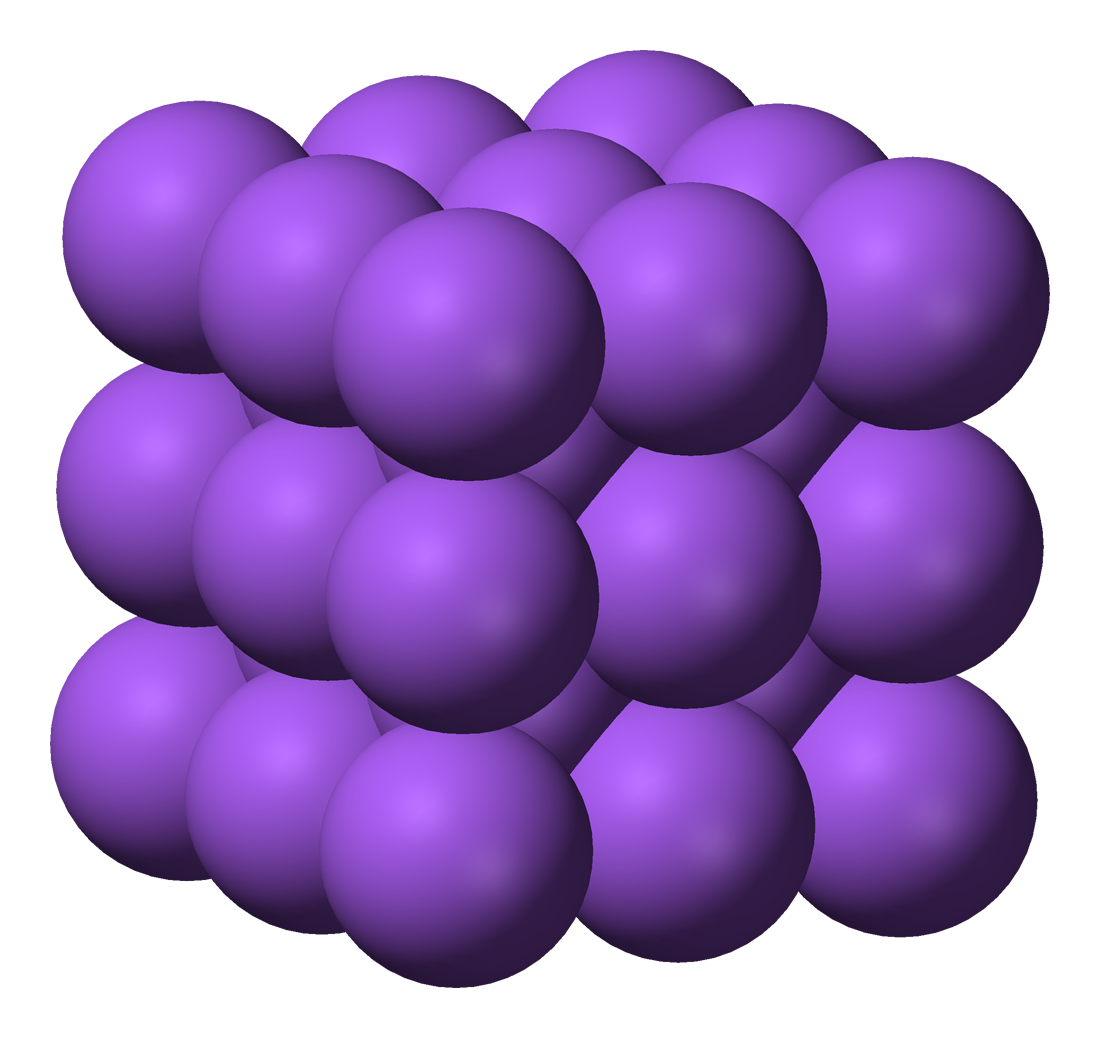
Estructura cristal·lina del sodi.

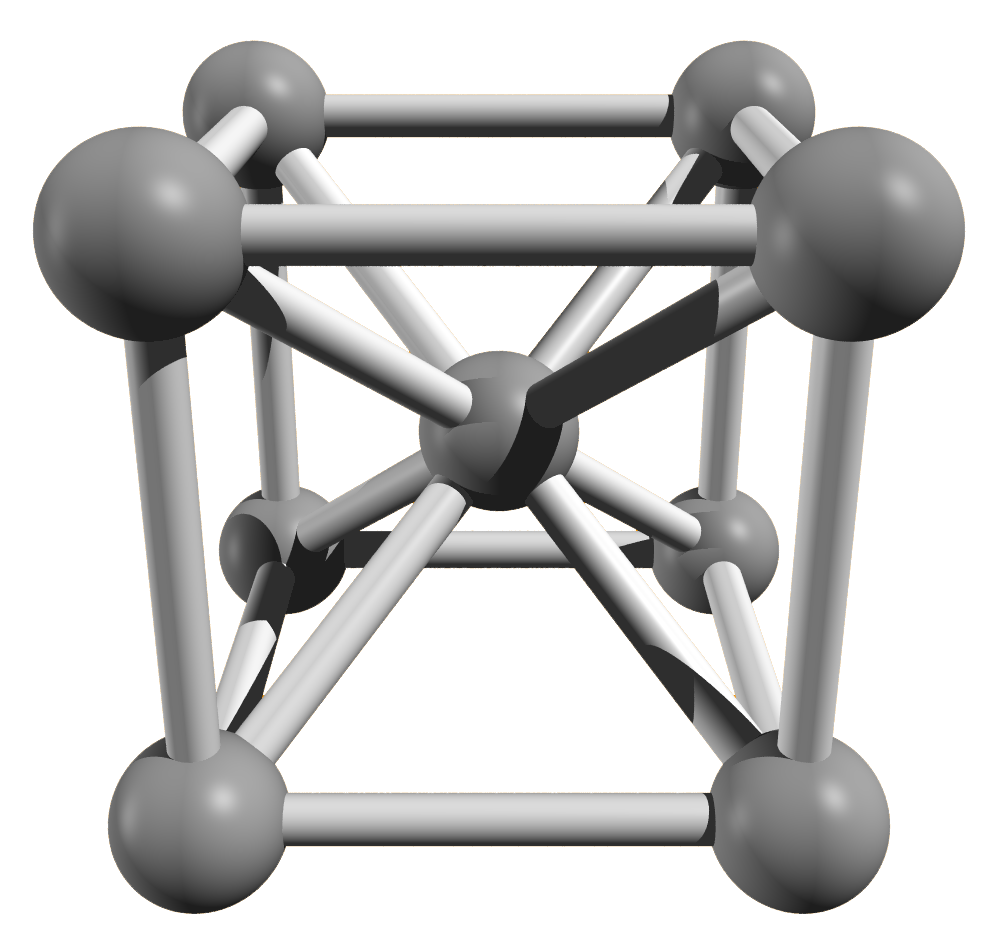
Estructura cristal·lina del ferro.

El criteri de Lindemann afirma que la fusió es produeix a causa de la «inestabilitat vibracional», p. ex. es fonen els cristalls; quan l'amplitud mitjana de les vibracions tèrmiques dels àtoms és relativament alta en comparació amb les distàncies interatòmiques. Lindemann el 1910 va postular que la fusió es produeix quan les amplituds de les vibracions tèrmiques són prou grans perquè els àtoms o ions adjacents ocupin parcialment el mateix espai. Aquesta idea es pot interpretar de manera intuïtiva considerant que els cristalls són estables i gairebé estàtics a temperatures baixes, on les vibracions tèrmiques són negligibles, mentre que a temperatures elevades els sòlids es desfan a causa de les vibracions intenses. Gilvarry va reformular el criteri en termes de l'amplitud mitjana quadràtica de les vibracions tèrmiques, establint que la fusió es produeix quan l'amplitud quadràtica mitjana de la vibració supera un valor llindar, que típicament es pren com una fracció, η, de la distància interatòmica a en els cristalls:
{\displaystyle {\sqrt {\left\langle u^{2}\right\rangle }}=\eta a}
η s’anomena coeficient fenomenològic de Lindemann, inicialment assumit per Lindemann com una constant per a tots els sòlids. De fet, el valor de η no és fix i pot prendre valors en el rang de 0,05 a 0,2. S’han fet molts intents per quantificar aquesta fracció crítica mitjançant models teòrics o fenomenològics aplicats a dades experimentals. Gupta i Sharma van demostrar que l’amplitud quadràtica mitjana en el punt de fusió és aproximadament el 10 % de la distància interatòmica, però els valors del coeficient de Lindemann varien fins a un factor de tres segons l’element considerat, fins i tot entre elements amb la mateixa estructura cristal·lina.

### Criteri de Born
El criteri de Born es basa en una catàstrofe de rigidesa provocada pel mòdul de cisallament elàstic en desaparició, és a dir, quan el cristall ja no té prou rigidesa per suportar mecànicament la càrrega, es torna líquid.

## Subfusió
En un conjunt estàndard de condicions, el punt de fusió d'una substància és una propietat característica. El punt de fusió sovint és igual al punt de congelació. Tanmateix, en condicions creades amb cura, es pot produir un estat metaestable més enllà del punt de fusió (subfusió) o congelació. L'aigua sobre una superfície de vidre molt neta sovint es refredarà diversos graus per sota del punt de congelació sense congelar-se. Si el material es manté quiet, sovint no hi ha res (com una vibració física) que desencadeni aquest canvi, i es pot produir una subfusió. Termodinàmicament, el líquid es troba en estat metaestable respecte a la fase cristal·lina, i és probable que cristal·litzi sobtadament. En meteorologia, té importància la subfusió de l'aigua, la qual pot romandre en fase líquida a temperatures de fins a –39 °C.

## Vidres
Els vidres són sòlids amorfs, que normalment es fabriquen quan el material fos es refreda molt ràpidament per sota de la seva temperatura de transició, sense temps suficient perquè es formi una xarxa cristal·lina regular. Els sòlids es caracteritzen per un alt grau de connectivitat entre les seves molècules, i els fluids tenen menor connectivitat dels seus blocs estructurals. La fusió d'un material sòlid també es pot considerar com una percolació mitjançant connexions trencades entre partícules, per exemple, enllaços de connexió. En aquest enfocament es produeix la fusió d'un material amorf, quan els enllaços trencats formen un cúmul de percolació amb Tg que depèn de paràmetres termodinàmics quasi d'equilibri dels enllaços, per exemple, de l'entalpia (ΔHd ) i l'entropia (ΔSd ) de formació d'enllaços en un determinat enllaç químic en un sistema amb aquestes condicions donades:
{\displaystyle T_{g}={\frac {\Delta H_{d}}{\Delta S_{d}+R\ln({\frac {1-f_{c}}{f_{c}}})}},}
on fc és el llindar de percolació i R és la constant universal del gasos ideals.
Tot i que ΔHd i ΔSd no són veritables paràmetres termodinàmics d'equilibri i poden dependre de la velocitat de refredament d'una fosa, es poden trobar a partir de les dades experimentals disponibles sobre la viscositat dels materials amorfs.
Fins i tot per sota del seu punt de fusió, es poden observar pel·lícules quasi líquides a les superfícies cristal·lines. El gruix de la pel·lícula depèn de la temperatura. Aquest efecte és comú per a tots els materials cristal·lins. Aquesta fusió prèvia o prefusió mostra els seus efectes, per exemple, en l'elevació de gelades, el creixement de flocs de neu i, tenint en compte les interfícies de límit de gra, potser fins i tot en el moviment de les glaceres.

## Conceptes relacionats
En la física del pols ultracurt, hi pot haver una fusió no tèrmica. Es produeix no per l'augment de l'energia cinètica atòmica, sinó per canvis del potencial interatòmic deguts a l'excitació dels electrons. Com que els electrons actuen com una cola que uneix els àtoms, l'escalfament d'electrons mitjançant un làser femtosegon altera les propietats d'aquesta "cola", que pot trencar els enllaços entre els àtoms i fondre un material fins i tot sense augmentar la temperatura atòmica. Depenent del punt de fusió del material, la temperatura que s'haurà d’aplicar serà més elevada o menys.